# 直立对囊蕨
直立对囊蕨（学名：Deparia erecta）也称直立介蕨，为蹄盖蕨科对囊蕨属下的一个种。